# 村川絵梨
村川 絵梨（むらかわ えり、1987年（昭和62年）10月4日 - ）は、日本の女優。大阪府大東市出身。アミューズ所属。

## 略歴
1998年頃より、大阪市にあるボーカル&ダンススクール「キャレス」に通い始める。同年8月、「全国アミューズオーディション」でグランプリを受賞した沖縄アクターズスクール大阪校所属の上原香代子、田野アサミ、川田由起奈が、レッスンのため「キャレス」に出向してくる。この3名に村川が加わりアイドルユニットが結成される。2001年4月からの「ai☆ai」・「なにわキッド」名義による活動を経て、2002年1月、「BOYSTYLE」に改名。同年7月「Boys be Stylish!」で歌手デビュー。
2004年、映画『ロード88 出会い路、四国へ』で主演を務め、本格的に女優業に進出した。
2005年10月、2005名の応募からNHK連続テレビ小説『風のハルカ』のヒロイン・水野ハルカ役に抜擢される。村川は放送開始時点では17歳であったが、翌日の10月4日に18歳の誕生日を迎えている。
2007年7月3日に「BOYSTYLE」の解散を発表した。
2016年公開の主演映画『花芯』ではトップレスヌードを披露し、体当たりの演技が話題となった。

## 人物
- 好物は餃子、生ハムの他、牡蠣、赤貝、つぶ貝と、とにかく貝類が好き[4]。
- 撮影で訪れた山形で日本酒の魅力にハマったことをきっかけに[5]、2016年に「きき酒師」の資格を取得[6]。2020年には日本酒「えりごのみ104 純米大吟醸」のプロデュースをした（福光屋と共同開発）[6]。
- 実家で「コロン」という犬を飼っている。

## 受賞歴
- 第48回ザテレビジョンドラマアカデミー賞 新人俳優賞（『風のハルカ』）[7]

## 出演

### 映画
- ロード88 出会い路、四国へ（2004年11月6日） - 主演・槙村明日香 役
- 恋文日和 第1話 「あたしをしらないキミへ」（2004年12月4日） - 主演・文子 役
- 椿三十郎（2007年12月1日） - こいそ 役
- Little DJ〜小さな恋の物語（2007年12月15日） - 西村かなえ 役
- ROOKIES -卒業-（2009年5月30日） - 八木塔子 役
- 僕たちは世界を変えることができない。（2011年9月23日） - 久保かおり 役
- 僕達急行 A列車で行こう（2012年3月24日） - 日向みどり 役
- 人生、いろどり（2012年9月15日） - 石立裕香 役
- 夏休みの地図（2013年6月29日[注 1]） - 濱野小梢 役
- 謎解きはディナーのあとで（2013年8月3日） - 枕崎美月 役
- ポプラの秋（2015年9月19日） - 大人の千秋 役
- 花芯（2016年8月6日） - 主演・園子 役[2]
- 茅ヶ崎物語 〜MY LITTLE HOMETOWN〜（2017年9月16日）
- 彼女がその名を知らない鳥たち（2017年10月28日） - 國枝カヨ 役[8]
- DTC -湯けむり純情篇- from HiGH&LOW（2018年9月18日） - アキ 役[9][10]
- リスタートはただいまのあとで（2020年9月4日） - 鹿野涼子 役
- サバカン SABAKAN（2022年8月19日） - 弥生 役
- キングダム - 友里 役
  - キングダム運命の炎（2023年7月28日）[11]
  - キングダム 大将軍の帰還（2024年7月12日）
- 金子差入店（2025年5月16日） - 徳山詩織 役[12][13]

### テレビドラマ
- 連続テレビ小説 風のハルカ（2005年10月13日 - 2006年4月1日、NHK総合） - 主演・水野ハルカ 役
  - 風のハルカ 感謝祭スペシャル! 〜あの感動をもう一度〜（2006年5月27日）
- マイ☆ボス マイ☆ヒーロー（2006年7月8日 - 9月16日、日本テレビ） - 萩原早紀 役
- グッジョブ Good Job（2007年3月26日 - 3月30日、NHK総合） - 斉藤直 役
- セクシーボイスアンドロボ（2007年4月10日 - 6月19日、日本テレビ） - 林一海 役
- ハリ系（2007年10月13日 - 12月29日、日本テレビ） - ヒロイン・塚本すず子 役
- 素晴らしい世界 スバセカ劇場 #12 残された2人（2007年11月5日 - 11月26日、北海道テレビ） - 戸田美緒 役
- ROOKIES（2008年4月19日 - 7月26日、TBS） - ヒロイン・八木塔子 役
  - ROOKIESスペシャル（2008年10月4日）
- the波乗りレストラン #18 エロティカ・セブン（2008年11月5日、日本テレビ） - 夢の3人組
- セレブと貧乏太郎 第5話・第6話（2008年11月11日・11月18日、フジテレビ） - ジェシカ 役
- リセット 第5話 バレンタインデーの奇跡（2009年2月12日、読売テレビ） - 雫 役
- ゴッドハンド輝（2009年4月11日 - 5月16日、TBS） - 佐倉綾乃 役
- 少年時代（2009年6月21日、東海テレビ） - 畑中志保子 役
- 官僚たちの夏（2009年7月5日 - 9月20日、TBS） - 風越貴子 役
- チャレンジド（2009年10月10日 - 11月7日、NHK総合） - 新谷京子 役
  - チャレンジド〜卒業〜 前編・後編（2011年3月25日、NHK BS-hi） - 新谷京子 役
- 深夜食堂 第7話（2009年11月20日、毎日放送） - 藍川リサ 役
- 逃亡弁護士（2010年7月6日 - 9月14日、関西テレビ） - 小早川美由紀 役
- その街の今は（2010年11月21日、関西テレビ） - 智佐 役
- ドラマチック・サンデー パーフェクト・リポート 第9話・第10話（2010年12月12日・12月19日、フジテレビ） - 伊崎素子 役
- ショートピース（2011年3月20日、フジテレビ）
- 四つ葉神社ウラ稼業 失恋保険〜告らせ屋〜 第4話（2011年4月28日、読売テレビ） - 石田さやか 役
- それでも、生きてゆく（2011年7月 - 9月、フジテレビ） - 日垣由佳 役
- ボクら星屑のダンス（2011年10月6日、テレビ東京） - 清水唯 役
- ティーンコート（2012年1月10日 - 3月20日、日本テレビ） - 岡崎真帆 役
- おふくろ先生の診療日記4（2012年3月12日、毎日放送・TBS） - 藤崎麻衣 役
- エンドロール〜伝説の父〜（2012年3月18日、WOWOW） - 島田ミキ 役
- ピロートーク〜ベッドの思惑〜（2012年3月22日、関西テレビ） - 若林雅子 役
- 市長はムコ殿 第5話（2012年6月9日、BS朝日） - 小嶋理沙 役
- 黒い報告書 男と女の事件ファイル「孤独」 第一の報告書 かげぼうしの女（2012年6月9日、BSジャパン） - 望月あかね 役
- ピロートーク〜ベッドの思惑〜（2012年10月4日 - 12月20日、関西テレビ） - 若林雅子 役
- そこをなんとか 第5話（2012年11月18日、NHK BSプレミアム） - 佐伯春菜 役
- ダブルス〜二人の刑事 第5話（2013年5月16日、テレビ朝日） - 中谷ゆり 役
- 七つの会議（2013年7月13日 - 8月3日、NHK総合） - 浜本優衣 役
- 夫婦善哉 第3話（2013年9月7日、NHK総合） - 菊代 役
- 私の嫌いな探偵 第5話（2014年2月14日、テレビ朝日） - 千葉文香 役
- 鼠、江戸を疾る 第6話（2014年2月27日、NHK総合） - 紫の方 役
- ビンタ!〜弁護士事務員ミノワが愛で解決します〜 第8話（2014年11月20日、読売テレビ） - 今野結衣 役
- わが家（2015年1月4日、毎日放送） - 桜木ほの香 役
- ぼんくら2（2015年10月22日 - 12月3日、NHK総合） - お恵 役
- 山形発地域ドラマ 私の青おに（2015年11月18日、NHK BSプレミアム） - 主演・辻村莉子 役
- 荒地の恋（2016年1月9日 - 2月6日、WOWOW） - 橋本阿子 役
- 大阪環状線 ひと駅ごとの愛物語 Station3 大正駅 「新しい海の出現」（2016年1月27日、関西テレビ）　大正駅　-　女　役
- せいせいするほど、愛してる 第7話（2016年8月30日、TBS） - 藤枝志保 役[14]
- レンタル救世主 第7話（2016年11月20日、日本テレビ） - 小田切香世子 役
- リテイク 時をかける想い 第4話（2016年12月24日、東海テレビ） - 生嶋美咲 役
- 東京タラレバ娘 第5話・第9話（2017年2月15日・3月15日、日本テレビ） - 沢田曜子 役
- 悦ちゃん〜昭和駄目パパ恋物語〜（2017年7月15日 - 9月16日、NHK総合） ‐ 村岡政子 役
- 精霊の守り人 最終章 第2回（2017年12月2日、NHK総合） - ナグルの妃 役[15]
- そろばん侍 風の市兵衛 第1話 - 第3話（2018年5月19日 - 6月2日、NHK総合） - 安曇 役[16]
- グッド・ドクター 最終話（2018年9月13日、フジテレビ） - 吉本景子 役[17]
- 中学聖日記 第6話 - 第8話（2018年11月14日 - 11月27日、TBS） - 橘美和 役[18]
- なめとんか やしきたかじん誕生物語（2018年11月20日、関西テレビ） - レイコ 役[19]
- コールドケース2 〜真実の扉〜 第7話（2018年11月24日、WOWOW） - チエ子 役[20]
- おしい刑事 第1話（2019年5月5日、NHK BSプレミアム） - 戸川桜 役
- アフロ田中（2019年7月6日 - 9月7日、WOWOW） - ナオミ 役
- ベビーシッター・ギン! 第7話（2019年8月4日、NHK BSプレミアム） - 稲葉冴子 役
- 探偵・由利麟太郎 第3話（2020年6月30日、関西テレビ） - 名越優美 役[21]
- おカネの切れ目が恋のはじまり 第3話（2020年9月29日、TBS） - 早乙女三智瑠 役
- 大河ドラマ 青天を衝け（2021年、NHK総合） - 渋沢なか 役[22][23]
- 西荻窪 三ツ星洋酒堂 第2話（2021年2月19日、毎日放送） - 浅田佳子 役
- 脳科学弁護士 海堂梓 ダウト（2021年4月12日、テレビ東京） - 大山敦美 役[24]
- ネメシス 第4話・第9話（2021年5月2日・6月6日、日本テレビ） - 雪村陽子 役
- ダマせない男（2022年3月26日、日本テレビ）- 小山紗枝 役[25]
- 魔法のリノベ 第5話（2022年8月15日、フジテレビ） - 多田深雪 役
- 転職の魔王様 第7話（2023年8月28日、関西テレビ・フジテレビ） - 日下部さやか 役[26]
- うちの弁護士は手がかかる（2023年10月13日 - 12月22日、フジテレビ） - 辻井玲子 役[27][28]
- 舟を編む 〜私、辞書つくります〜 第5話（2024年3月17日、NHK BS・NHK BSプレミアム4K） - 小林恵美 役[29]
- JKと六法全書 第4話（2024年5月10日、テレビ朝日） - 綾本桃子 役[30]
- 西園寺さんは家事をしない（2024年7月9日 - 9月17日、TBS） - 皆川琴音 役[31]
- 嘘解きレトリック（2024年10月7日 - 12月16日、フジテレビ） - 久我山小百合 役[32]
- 財閥復讐〜兄嫁になった元嫁へ〜（2025年1月6日 - 3月10日、テレビ東京） - 松嶋沙織 役[33]
- どうせ死ぬなら、パリで死のう。（2025年3月16日、NHK総合） - 昼間明美 役[34]
- あの夜をすくいに（2025年3月29日（28日深夜）、朝日放送テレビ） - 主演・朝子 役[35]
- トウキョウホリデイ（2025年4月4日 - 6月20日、テレビ東京） - 渡会かえで 役[36]
- Dr.アシュラ 第9話（2025年6月11日、フジテレビ） - 梵天美鈴 役[37]
- 僕達はまだその星の校則を知らない 第1話（2025年7月14日、関西テレビ・フジテレビ） - 白鳥芙美 役[38]

### 舞台
- 歌姫（2007年7月 - 8月、東京セレソンDX、シアターサンモール） - 岸田鈴 / 松中ルリ子 役
- ミュージカル ラスト・ファイヴ・イヤーズ（2010年4月、シアターコクーン） - キャサリン 役
- 朗読劇 私の頭の中の消しゴム - 瀬田（高原）薫 役
  - 1st letter（2010年6月5日・6日、ル テアトル銀座 by PARCO）
  - 3rd letter（2011年5月6日・7日、天王洲 銀河劇場）
  - 10th letter（2018年5月1日、よみうり大手町ホール / 13日、サンケイホールブリーゼ）
- 醒めながら見る夢（2011年9月16日 - 25日、東京グローブ座 / 10月10日、長崎市公会堂 / 10月14日、広島市文化交流会館 / 10月15日、キャナルシティ劇場 / 10月21日 - 23日、森ノ宮ピロティホール） - 葛西アキ 役
- カワイクなくちゃいけないリユウ - ステッフ 役
  - （2012年6月2日 - 10日、新国立劇場 / 6月23日・24日、兵庫県立芸術文化センター）
  - （2013年2月9日・10日、新国立劇場）
  - （2015年1月23日 - 2月1日、新国立劇場 / 2月7日、松下IMPホール）
- 今ひとたびの修羅（2013年4月5日 - 29日、新国立劇場） - 照代 役
- next to normal（2013年9月6日 - 29日、シアタークリエ / 10月4日 - 6日、兵庫県立芸術文化センター） - ナタリー 役
- Some Girl(s)（2013年10月25日 - 11月10日、東京グローブ座 / 11月14日 - 17日、シアター・ドラマシティ）- ボビー 役
- 海峡の光（2014年4月11日 - 29日、よみうり大手町ホール） - 和子 役
- 出発（2014年7月11日 - 14日、京都四條 南座 / 17日、刈谷市総合文化センター / 18日、須坂市文化会館 / 19日、かぶら文化ホール / 20日、コラニー文化ホール / 21日、福島公会堂 / 22日 - 27日、新橋演舞場） - 岡山明子 役
- シアワセでなくちゃいけないリユウ（2015年1月22日 - 2月1日、新国立劇場 / 2月7日・8日、松下IMPホール） - ステッフ 役
- TOKYOHEAD〜トウキョウヘッド〜（2015年3月18日 - 23日、東京グローブ座）
- 朗読劇 シアワセでなくちゃいけないリユウ（2015年12月29日、天王洲 銀河劇場）
- たとえば野に咲く花のように（2016年4月6日 - 24日、新国立劇場小劇場） - あかね 役
- 白蟻の巣（2017年3月2日 - 19日、新国立劇場小劇場 / 4月4日・5日、兵庫県立芸術文化センター / 4月8日、穂の国とよはし芸術劇場PLAT） - 百島啓子 役
- プレイヤー（2017年8月4日 - 27日、シアターコクーン / 8月31日 - 9月5日、森ノ宮ピロティホール / 9月9日・10日、静岡市民文化会館）
- すべての四月のために（2017年11月11日 - 29日、東京芸術劇場 / 12月8日 - 13日、ロームシアター / 12月22日 - 24日、北九州芸術劇場）[39]
- ネクスト・トゥ・ノーマル（2018年1月4日 - 11日、シアタークリエ）
- ウォーター・バイ・ザ・スプーンフル〜スプーン一杯の水、それは一歩を踏み出すための人生のレシピ〜（2018年7月6日 - 22日、紀伊國屋サザンシアター TAKASHIMAYA / 8月4日、サンケイホールブリーゼ） - オランウータン（マデリーン） 役
- No.9 -不滅の旋律- - ナネッテ・シュタイン・シュトライヒャー 役[40]
  - 再演
    - （2018年11月11日 - 12月2日、TBS赤坂ACTシアター）
    - （2018年12月7日 - 12月10日、オリックス劇場）
    - （2018年12月22日 - 12月25日、KAAT 神奈川芸術劇場）
    - （2019年1月11日 - 1月14日、久留米シティプラザ）

  - 再々演
    - （2020年12月13日 - 2021年1月7日（※12月31日はABEMA 、イープラスからライブ配信もあわせて行う[41][42]。）、TBS赤坂ACTシアター / 【11月、オーストリア・ウィーン（フォルクス劇場）※ベートーヴェン生誕250周年の記念公演として開幕が予定されていたが、新型コロナウイルスの感染状況を考慮し公演中止となった[43]）。
- レオポルトシュタット（2022年10月中旬～下旬、東京都 新国立劇場 中劇場）[44]
- ドリームガールズ（2023年2月5日 - 14日、東京国際フォーラム ホールC / 2月20日 - 3月5日、梅田芸術劇場 メインホール、他）- エフィ・メロディ・ホワイト 役[45]
- テラヤマ・キャバレー（2024年2月9日 - 29日、日生劇場 / 3月5日 - 10日、梅田芸術劇場 メインホール）[46]
- それでは登場して頂きましょう（2024年9月13日 - 16日、ニュー・サンナイ）[47]
- またしても登場して頂きましょう（2025年8月19日 - 24日〈予定〉、ニュー・サンナイ）[48]
- 焼肉ドラゴン（2025年10月7日 - 27日〈予定〉、新国立劇場 小劇場 / 11月〈予定〉、芸術の殿堂 / 12月6日・7日〈予定〉、J:COM北九州芸術劇場 中劇場 / 12月12日・13日〈予定〉、オーバード・ホール 中ホール / 12月19日 - 21日〈予定〉、新国立劇場 中劇場）[49]

### ラジオドラマ
- 朝日の陰で朝食を（2004年5月、TOKYO FM） - 室井弓子 役
- FMシアター（NHK-FM）
  - 道頓堀ジャンピングガールズ（2011年1月15日、NHK大阪制作） - 主演・島本ナナコ 役[50]
  - シャッター（2022年3月5日） - 主演・西森澪 役[51]
  - 『聖地じゃない』（2025年6月7日）[52] - 主演・高沢クミ 役
- 特集オーディオドラマ（NHK-FM）
  - 翔ぶ少女（2015年1月17日）
  - わが心のジェニファー（2016年8月13日）

### 携帯ドラマ
- L et M わたしがあなたを愛する理由、そのほかの物語（2012年2月1日 - 4月9日、BeeTV） - 絵夢の友人 役

### その他
- ブロードバンドシネマ「恋文日和 gooオリジナル版『もうひとつの恋文日和〜郵便屋の恋〜』」（2004年）
- ミュージャック Livejack SpecialⅡ（2010年3月21日、関西テレビ） - ゆみ 役[注 2]
- にっぽん原風景紀行（BSジャパン） - 旅人
  - 第75景 長崎県・壱岐 玄界灘に浮かぶ島 海女とがぜ味噌（2010年6月25日）
  - 第76景 佐賀県・伊万里 秘められた歴史 陶磁器の里（2010年7月3日）
  - 2010総集編 にっぽんの島特集 癒しの島めぐり 絶景と素朴な営み（2010年12月24日）
- ザ・ノンフィクション（フジテレビ） - ナレーション
  - 青春YELL！花の中学生応援団〜完結編〜（2010年7月4日）
  - かけおちネットカフェ〜渋谷2人っきり〜（2010年10月3日）
  - 人を救えるのか〜僧侶 一微の四季〜（2010年11月28日）
  - シマ唄が聴こえる（2011年4月10日）
  - あなたの声を聞かせて〜命の電話の物語〜（2011年12月18日）
  - 青春YELL！花の中学生応援団3000日（2012年5月27日）
  - オカン、ごめんな。〜京 涙の修行物語〜（2013年5月19日）
  - 青春YELL！史上初 花の女応援団長（2013年9月22日）
  - わすれない 三年後の肖像（2014年3月9日）
- 週末のシンデレラ 世界!弾丸トラベラー 第213回（2011年12月24日、日本テレビ）[注 3]
- なんだ君は!?TV 強烈文化!仰天新人類 日本全国で遂に!発掘 芸人記者完全密着SP（2012年3月30日、TBS） - ナレーション
- ロンドンに吹いた風 五輪メダリストが語る「勝負の時」（2012年8月19日、NHK BS1） - ナレーション
- EyeSight presents 恋するドライブ（2014年5月28日、BS朝日）
- 日本バレー リオをめぐる物語〜女の決断と男の信念〜（2014年12月28日、フジテレビ） - ナレーション

### PV
- フリーウェイハイハイ 「恋人以上、友達未満」（2007年5月9日）
- 九州男 「1/6000000000 feat. C&K」（2008年2月6日）
- C&K 「続→60億分の1」

### CM
- NTTドコモ関西「2か月くりこし」（2003年10月 - 12月）
- 英会話ジオス（2004年3月 - 2005年3月）
- ジョンソン・エンド・ジョンソン「2ウィークアキュビュー」（2004年3月 - 2005年3月）
- 旭硝子（2004年9月 - ）
- ロッテ「和のしずく」（2006年6月 - ）
- 九州四県「国民健康保険」（2006年12月 - ）
- トヨタ自動車WEB CM「あしたのハーモニー」（2008年1月 - ）
- JR西日本 踏切事故防止キャンペーン「ありがとう篇」（2008年2月 - ）
- ヤクルト本社 BF-1（2009年 - ）
- ゲームショウ09：ポストペット（2009年）
- ニンテンドーDSソフト PostPetDS 夢見るモモと不思議のペン（2009年12月 - ）
  - 「ウチは飼えないんだ、なとき」篇
  - 「お世話の結果が・・・なとき」篇
  - 「ひとりの留守番を思い出したとき」篇
  - 「え、マジで？なとき」篇
  - 「楽しくないけど笑ったとき」篇
  - 「友達が予告なく出産したとき」篇
- 厚生労働省 平成22年度 技能検定制度広報 ポスター（2010年）
- JR東海 トーキョー☆ブックマーク
  - 歩くたび世界が変わる東京へ Tokyo New Story（2014年3月 - ）
  - 歩くたび世界が変わる東京へ 2014夏（2014年6月 - ）
  - 歩くたび世界が変わる東京へ 2014秋（2014年9月 - ）
  - 歩くたび世界が変わる東京へ 2014冬（2014年12月 - ）
- 薩摩酒造 白波『この地球の日々たちへ。』（2017年2月 - ）
- 三井住友海上火災保険 ベストプラン提案型AIシステム「MS1 Brain」（2021年5月 - ）
  - 「サプライズ」篇
- アイリスオーヤマ シェフドラマム「疑う彼女」篇（2024年12月 - ）

### イメージキャラクター
- ゲームショウ09：ポストペット（2009年）

### 音楽
- Let's try again - チーム・アミューズ!! に参加
  - 配信（2011年4月20日 - ）
  - CD（2011年5月25日発売）

### WEB
- SIRAFU 第5弾 サロンドペーパー（2014年2月28日 - ）

## 書籍

### 写真集
- Miles Away（2016年8月3日、ワニブックス、撮影：若木信吾）ISBN 978-4847048579[53]